# San Bautista
San Bautista ist eine Stadt in Uruguay.

## Geographie
Sie befindet sich im nördlichen Teil des Departamento Canelones in dessen Sektor 12. San Bautista liegt dabei nordöstlich der Departamento-Hauptstadt Canelones sowie Santa Rosa und östlich von San Antonio und Mevir Paso de la Cadena. Nächstgelegene Stadt im Norden ist Castellanos. Im Stadtgebiet haben sowohl der Arroyo Canelón Grande als auch der Arroyo Colorado Grande ihre Quelle, während wenige Kilometer östlich der Stadt der Arroyo Pando entspringt.

## Geschichte
Am 20. Juni 1901 wurde San Bautista durch das Gesetz Nr.2.699 in die Kategorie "Pueblo" eingestuft.

## Infrastruktur

### Bildung
San Bautista verfügt mit dem 1976 gegründeten Liceo de San Bautista "Dr. Juan M. Falero" über eine weiterführende Schule (Liceo).

### Verkehr
Durch die Stadt führt sowohl die Ruta 6 und die Ruta 81 als auch eine Eisenbahnstrecke mit Bahnhof vor Ort.

## Einwohner
Die Einwohnerzahl von San Bautista beträgt 1973. (Stand: 2011)
| Jahr | Einwohner |
| ---- | --------- |
| 1963 | 1750      |
| 1975 | 1454      |
| 1985 | 1555      |
| 1996 | 1685      |
| 2004 | 1880      |
| 2011 | 1973      |

Quelle: Instituto Nacional de Estadística de Uruguay

## Stadtverwaltung
Bürgermeister (Alcalde) von San Bautista ist Omar Negri (Partido Colorado).

## Persönlichkeiten
- Agustín Álvarez Martínez (* 2001), Fußballspieler